# 니콜라스 베네가스
니콜라스 베네가스(1996년 3월 1일 ~ )는 아르헨티나의 축구 선수이다. 포지션은 공격수이다. 현재 파라과이 프리메라 디비시온의 클루브 솔 데 아메리카 소속이다. K리그 등록명은 베네가스였다.